# Andrena chrysochersonesus
Andrena chrysochersonesus är en biart som beskrevs av Baker 1995. Andrena chrysochersonesus ingår i släktet sandbin, och familjen grävbin. Inga underarter finns listade i Catalogue of Life.